# Calcibeborosilita-(Y)
La calcibeborosilita-(Y) és un mineral de la classe dels silicats, que pertany al grup de la gadolinita-datolita. Rep el seu nom per la seva composició, a base de calci, beril·li, bor i silici, principalment.

## Característiques
La calcibeborosilita-(Y) és un silicat de fórmula química (Y,REE,Ca)₂(B,Be)₂(SiO₄)₂(OH,O)₂. Cristal·litza en el sistema monoclínic.
Segons la classificació de Nickel-Strunz, la calcibeborosilita-(Y) pertany a «09.AJ: Estructures de nesosilicats (tetraedres aïllats), amb triangles de BO₃ i/o B[4], tetraèdres de Be[4], compartint vèrtex amb SiO₄» juntament amb els següents minerals: grandidierita, ominelita, dumortierita, holtita, magnesiodumortierita, garrelsita, bakerita, datolita, gadolinita-(Ce), gadolinita-(Y), hingganita-(Ce), hingganita-(Y), hingganita-(Yb), homilita, melanocerita-(Ce), minasgeraisita-(Y), stillwellita-(Ce), cappelenita-(Y), okanoganita-(Y), vicanita-(Ce), hundholmenita-(Y), prosxenkoïta-(Y) i jadarita.

## Formació i jaciments
Va ser descoberta a la glacera Dara-i-Pioz, a la muntanyes d'Alai, a la regió sota subordinació republicana del Tadjikistan. Es tracta de l'únic indret on ha estat trobada aquesta espècie mineral.